# Аптека Дєрєвоєда (Хмельницький)
Будинок по вулиці Проскурівській, 13 — одна з пам'яток архітектури кінця 19 століття у місті Хмельницькому. Будівля колись була аптекою дворянина Людвіга Дєрєвоєда. З самого початку були побудовані 3 поверхи, і лише у 20 столітті добудували четвертий.

## Історія

### Будівництво та початок роботи аптеки
Перший власник будівлі по Проскурівській, 13 — дворянин Людвіг Іванович Дєрєвоєд, був шанованою людиною в Проскурові. Ще на початку 1870-х років ним була отримана освіта, що дозволила йому стати провізором. Він вирішив відкрити у місті Проскурові аптеку. Вона розміщувалась на перехресті Олександрівської (теперішньої — Проскурівської) вулиці і провулка, котрий вів до проскурівських єврейських кварталів. Аптека розмістилась у невеликому, за розміром, одноповерховому будинку. Людвіг Дєрєвоєд користувався великою довірою та був шанованим жителем міста. Підтвердженням цього факту є те, що він, починаючи з 1881 року, і протягом наступних 30 років, займав посаду гласного міської Думи. Триповерховий будинок у центрі міста був побудований ним у 1890 році і височів над будиночками, які були у своїй більшості одноповерховими.

### Споруда на початку 20 століття
Коли будівельні роботи були завершені, на першому поверсі відкрилась досить сучасна, як для кінця 19 ст., аптека. Вона користувалась довго великою популярністю у населення. На це було декілька причин. Нова аптека вмістила в себе найновіші розробки та у своєму розпорядженні мала багато необхідних кімнат. Серед них була кімната, в якій проводились усі необхідні фармацевтичні роботи. Для того, щоб препарати зберігались у належній низькій температурі, був створений «льодовик». Функціонувала лабораторія. Відповідно до необхідних умов, був створений підвал. «Рецептурна кімната» була побудована спеціально для відвідувачів. Вона була просторою та зручною, та саме у її приміщенні можна було зробити замовлення ліків, а також придбати їх. Для якісного висушування рослинних компонентів таких як трави, квіти та різні корені, створили «рецептурну кімнату». Саме завдяки цим характеристикам, аптеку Людвіга Дєрєвоєда вважали найкращою у місті Проскурові кінця 19 століття, хоча цей аптекарський заклад був не єдиним у місті. У той час функціонувало десяток аптекарських магазинів та декілька приватних аптек, що розміщувались при лікарнях. Другий та третій поверхи також здавались в оренду, і їх займали звичайні квартиранти чи установи. У напівпідвальному приміщенні його будинку розташувався «Погребок рейнських вин» — власники магазину орендували це приміщення у господаря. Спадкоємцем Людвіга Дєрєвоєда, приблизно у 1909 році стала його дружина, Михайлина Гнатівна. Аптека функціонувала ще якийсь час. Її діяльність була припинена лише у першій половині 20 століття, коли будинок Дєрєвоєда був націоналізований.

### Друга половина 20 століття— початок 21 століття

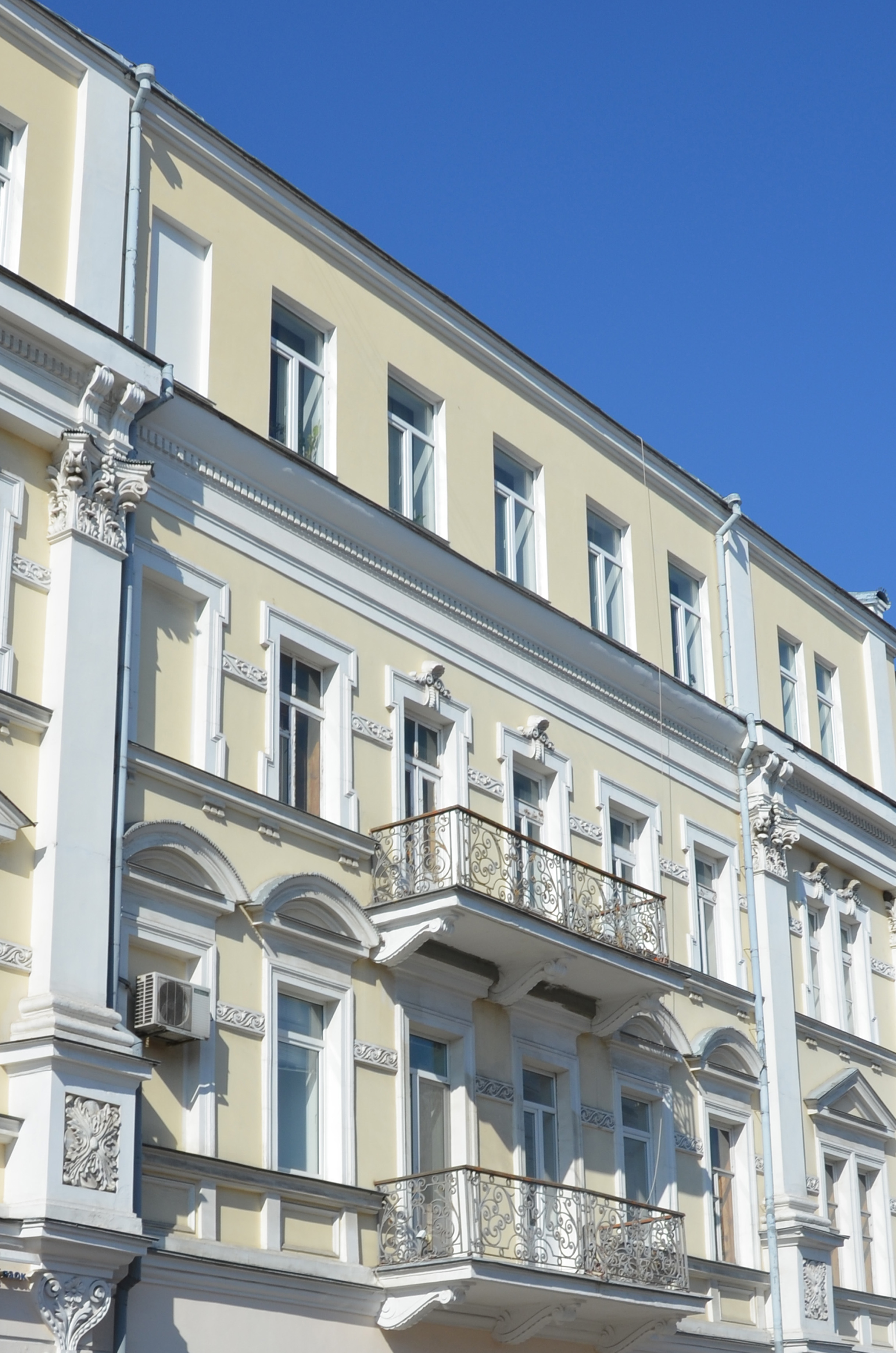
м. Хмельницький, вул. Проскурівська, 13. У 20 столітті був добудований 4-й поверх будівлі

Протягом майже століття у цього будинку, що зміг зберегти свою неповторну архітектуру, змінювались власники. Зміни відбувались і з зовнішнім виглядом будівлі — був добудований четвертий поверх. У наші часи у приміщенні за адресою вул. Проскурівська, 13, розташовується Хмельницька філія ПАТ"Укртелеком".

## Архітектура
Людвіг Дєрєвоєд побудував аптеку у стилі «модерн», який був характерним для забудови Проскурова на початку 20 століття. Приміщення першої аптеки, знаходилось на сучасній вулиці Проскурівського підпілля. У ті часи, вулиця, досить швидко, після відкриття на її території аптеки, отримала свою офіційну назву — Аптекарська. Проте саме ця назва проіснувала не довго. У 1921 році її перейменували у вул. Котовського. Через вісімдесят років назву вулиці було знов змінено, і тепер вона носить назву вулиці Проскурівського підпілля. Саме аптечна справа дозволила володарю будинку по вул. Проскурівській,13 стати одним з найбільш заможних жителів міста. У власності Людвіга Дєрєвоєда був ще один будинок, який розташовувався на перехресті вулиць Купецької та Аптекарської. Ця пам'ятка архітектури дійшла до наших часів. У її приміщенні знаходиться Управління праці та соціального захисту населення Хмельницької міської ради. Сучасна адреса споруди: м. Хмельницький, вул. Проскурівського підпілля,32. Аптека Людвіга Дєрєвоєда була не єдиною будівлею на Проскурівській, обладнана за останніми тенденціями моди. За десятиліття до цього, у 1880 році у місті був відкритий перший гастрономічний магазин Василя Журавльова, який жителі Проскурова визнавали найкращим. У кінці 19 століття та на початку 20 століття, на вивісці будинку, котра знаходилась на самому видному місці будівлі, значилось «Аптека Людвіга Дєрєвоєда». Така вимога, щодо оформлення, стосувалась і інших закладів та крамниць. Зовнішній вигляд вивісок був регламентований багатьма міськими думами. Є свідчення навіть про спеціальну постанову Проскурівської міської думи, котра була датована 1894 роком і в якій повідомлялось, про відповідне розташування закладів торговельної направленості щодо вулиць та площ і інформувалось про обов'язкову наявність вивіски, на якій би були вказані назва закладу та ім'я, по-батькові та прізвище людини, котрій цей заклад належить